# Bockwurst
Il bockwurst è uno dei più popolari insaccati tipici della cucina tedesca, inventato nel 1889 dal ristoratore R. Scholtz di Berlino.
È composto generalmente da carne di vitello e maiale (con una predominanza di vitello, a differenza del bratwurst), ed è aromatizzato con sale, pepe e paprica. Mangiato originariamente con birra Bock, viene normalmente servito con la senape. Viene cucinato di solito a fuoco lento, ma può anche essere cotto alla griglia, mentre la bollitura viene evitata in quanto si potrebbe aprire l'involucro con conseguente perdita dei sapori nell'acqua di cottura.